# Kup europskih prvaka 1987./88. (košarka)
Ovo je 31. izdanje Kupa europskih prvaka u košarci. Tracer Milano obranio je naslov. Sudjelovale su 23 momčadi. Nakon dva kruga izbacivanja formirana je četvrtzavršna skupina iz koje su najbolje četiri momčadi (Partizan, Aris Solun, Tracer Milano i Maccabi Tel Aviv) izborile poluzavršnicu. Daljnji poredak: Barcelona, Saturn Köln, Pau-Orthez, EBBC Den Bosch. Završni turnir održan je u Gentu od 5. do 7. travnja 1988.

## Završni turnir

### Poluzavršnica
- Partizan -  Maccabi Tel Aviv 82:87
- Aris Solun -  Tracer Milano 82:87

### Završnica
- Tracer Milano -  Maccabi Tel Aviv 90:84

- europski prvak:  Tracer Milano (drugi naslov)
  - sastav ([1]): Fausto Bargna, Massimiliano Aldi, Riccardo Pitis, Mike D'Antoni, Mario Governa, Roberto Premier, Dino Meneghin, Fabrizio Ambrassa, Rickey Brown, Piero Montecchi, Bob McAdoo, Alessandro Chiodini, trener Franco Casalini